# Ingrid Jensen

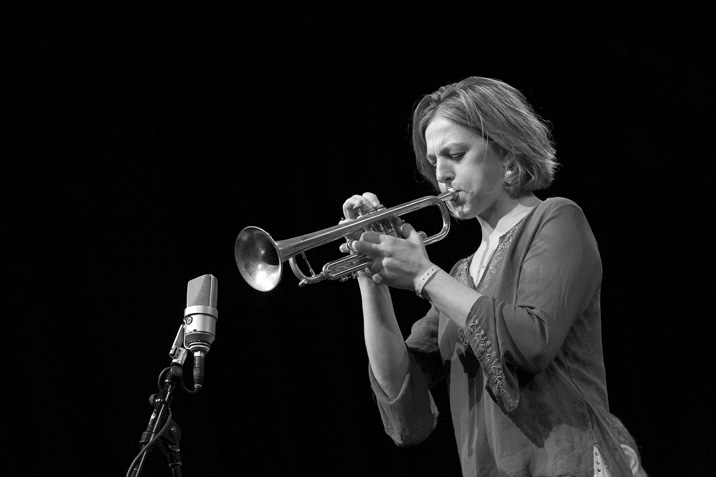
Ingrid Jensen beim North Sea Jazz Festival 2008

Ingrid Jensen (* 12. Januar 1966 in North Vancouver) ist eine kanadische Jazztrompeterin.

## Leben und Wirken
Jensen, die auf einer Farm nahe Nanaimo (British Columbia) aufwuchs, stammt aus einer musikalischen Familie. Die Saxophonistin und Komponistin Christine Jensen ist ihre Schwester. Sie studierte an den Universitäten von Malaspina und am Berklee College of Music und zog dann nach New York. Nach einer Europatour mit dem Vienna Art Orchestra wurde sie 1990 die jüngste Professorin am Bruckner-Konservatorium in Linz, wo sie bis 1992 Jazztrompete lehrte. Zurück in New York spielte sie mit der Frauen-Bigband Diva, Dr. John, den GRP All-Stars, dem Maria Schneider Orchestra.
Weiterhin arbeitete sie mit Carolyn Breuer, Jeff Tain Watts, Dr. Lonnie Smith, Marc Copland, Bob Berg, Gary Thomas, Gary Bartz, Johannes Enders, Jeff Hamilton, Bill Stewart, Terri Lyne Carrington, Billy Hart, George Garzone, Chris Connor, Victor Lewis, Judi Silvano Knut Haugsoen und Clark Terry. Mit Cécile McLorin Salvant, Renée Rosnes, Melissa Aldana, Allison Miller, Noriko Ueda und Anat Cohen bildete sie das Septett Artemis, das 2020 das gleichnamige Album und 2023 in veränderter Besetzung das Album In Real Time veröffentlichte. Zu hören ist sie u. a. auch auf Dynamic Maximum Tension (2023) von Darcy James Argue’s Secret Society.
Als Bandleaderin und Gastsolistin tourte sie durch Nordamerika, Japan, Südamerika und Europa. Brillanten Ton und Virtuosität auf Trompete und Flügelhorn kombiniert sie mit einem persönlichen Ausdruck.
Gegenwärtig lehrt sie am Peabody Conservatory of Music in Baltimore. Für ihre Platten bei Enja wurde sie mehrfach für die kanadischen Juno Awards nominiert.  Vom Down Beat Magazine wurde sie zu den „25 most important improvising musicians of the future“ und mehrfach unter die ersten drei der „Talents deserving wider recognition“ gewählt. 2003 wurde sie für einen Jazz Journalist Association Award in New York nominiert.